# ラミラス

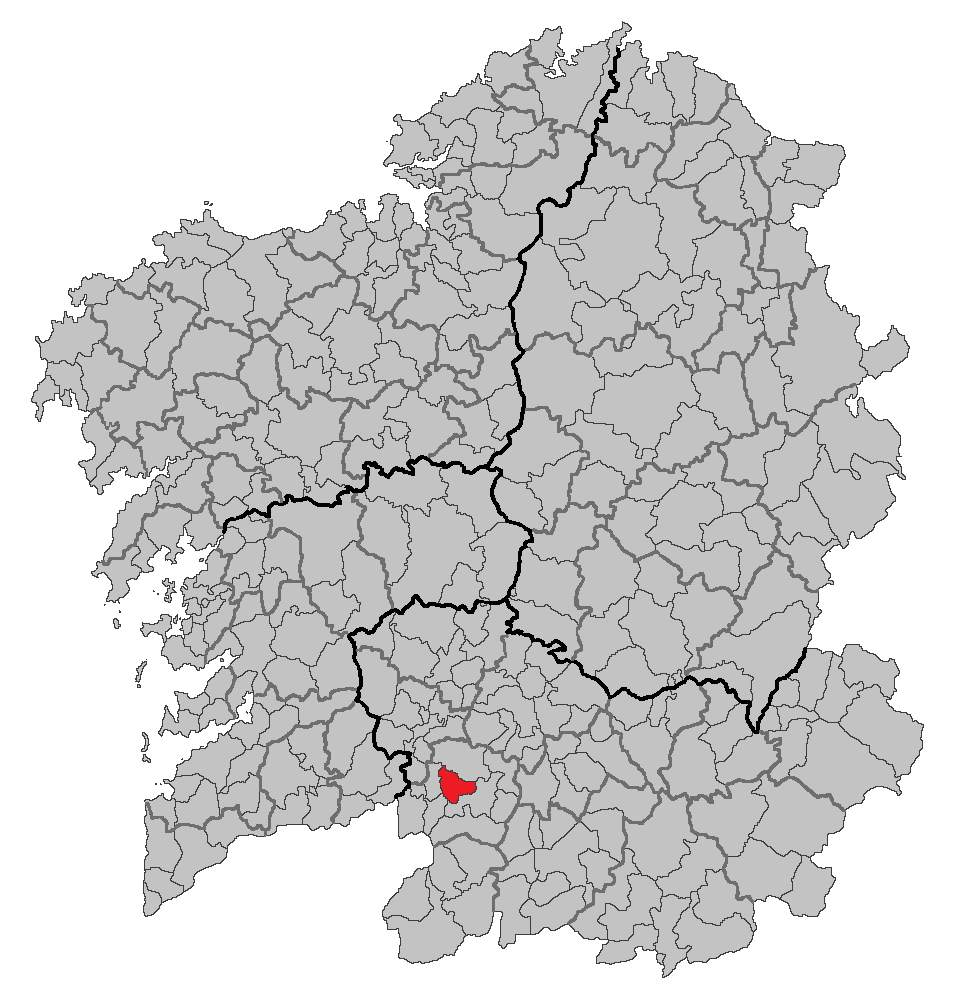
自治州内の位置

ラミラス（ガリシア語: Ramirás）はスペイン、ガリシア州、オウレンセ県の自治体、コマルカ・ダ・テーラ・デ・セラノーバに属する。ガリシア統計局によると2014年の人口は1,643人（2010年：1,897人、2009年：1,938人、2004年：2,046人、2003年：2,053人）。住民呼称は、男女同形のramirense。カスティーリャ語による表記はRamiranes（ラミラーネス）。
ガリシア語話者の自治体人口に占める割合は88.39％（2011年）。

## 地理
ラミラスはオウレンセ県の西部に位置し、コマルカ・ダ・テーラ・デ・セラノーバに属する。北はカルテージェと、東から南にかけてはセラノーバと、南はキンテーラ・デ・レイラードと、西はゴメセンデの各自治体と隣接する。自治体中心地区はフレアス・デ・エイラス教区のオ・ピコウト地区。
ラミラスはセラノーバ司法管轄区に属す。

### 人口
住民は10の教区の90の地区（集落）に居住する。
| ラミラスの人口推移 1930－2010                           |
|                                                         |
| 出典:INE（スペイン国立統計局）1900年 - 1991年、1996年 - |

## 政治
自治体首長はガリシア国民党（PPdeG）のマリーア・ピラール・オティーリア・ロペス・ガルシーア（María Pilar Otilia López García）、自治体評議員はガリシア国民党：6、ガリシア社会党（PSdeG）3：、ガリシア民族主義ブロック（BNG）：1となっている（2011年5月22日の自治体選挙結果、得票順）。
| 1999年6月13日自治体選挙 |        |        |          |
| 政党                    | 得票数 | 得票率 | 獲得議席 |
| PPdeG                   | 924    | 60.79% | 7        |
| BNG                     | 298    | 19.61% | 2        |
| PSdeG-PSOE              | 288    | 18.95% | 2        |

| 2003年5月25日自治体選挙 |        |        |          |
| 政党                    | 得票数 | 得票率 | 獲得議席 |
| PPdeG                   | 903    | 63.95% | 8        |
| BNG                     | 307    | 21.74% | 2        |
| PSdeG-PSOE              | 193    | 13.67% | 1        |

| 2007年5月27日自治体選挙 |        |        |          |
| 政党                    | 得票数 | 得票率 | 獲得議席 |
| PPdeG                   | 707    | 50.25% | 6        |
| BNG                     | 583    | 41.44% | 5        |
| PSdeG-PSOE              | 105    | 7.46%  | 0        |

| 2011年5月22日自治体選挙 |        |        |          |
| 政党                    | 得票数 | 得票率 | 獲得議席 |
| PPdeG                   | 613    | 46.40% | 5        |
| PSdeG-PSOE              | 468    | 35.43% | 3        |
| BNG                     | 234    | 17.71% | 1        |

## 教区
ラミラスは10の教区に分けられる。太字は自治体中心地区のある教区。
- カサルデイタ（サンティアーゴ）
- エスクデイロス（サン・ショアン）
- フレアス・デ・エイラス（サンタ・マリーア）
- グリショー（サンタ・イサベル）
- モステイロ（サン・ペドロ）
- パイサス（サン・サルバドール）
- ペノシーニョス（サン・サルバドール）
- ルビアス（サンティアーゴ）
- サント・アンドレ・デ・ペノシーニョス（サント・アンドレ）
- ビラメアー・デ・ラミラス（サンタ・マリーア）